# Ordine dell'Aquila d'Italia

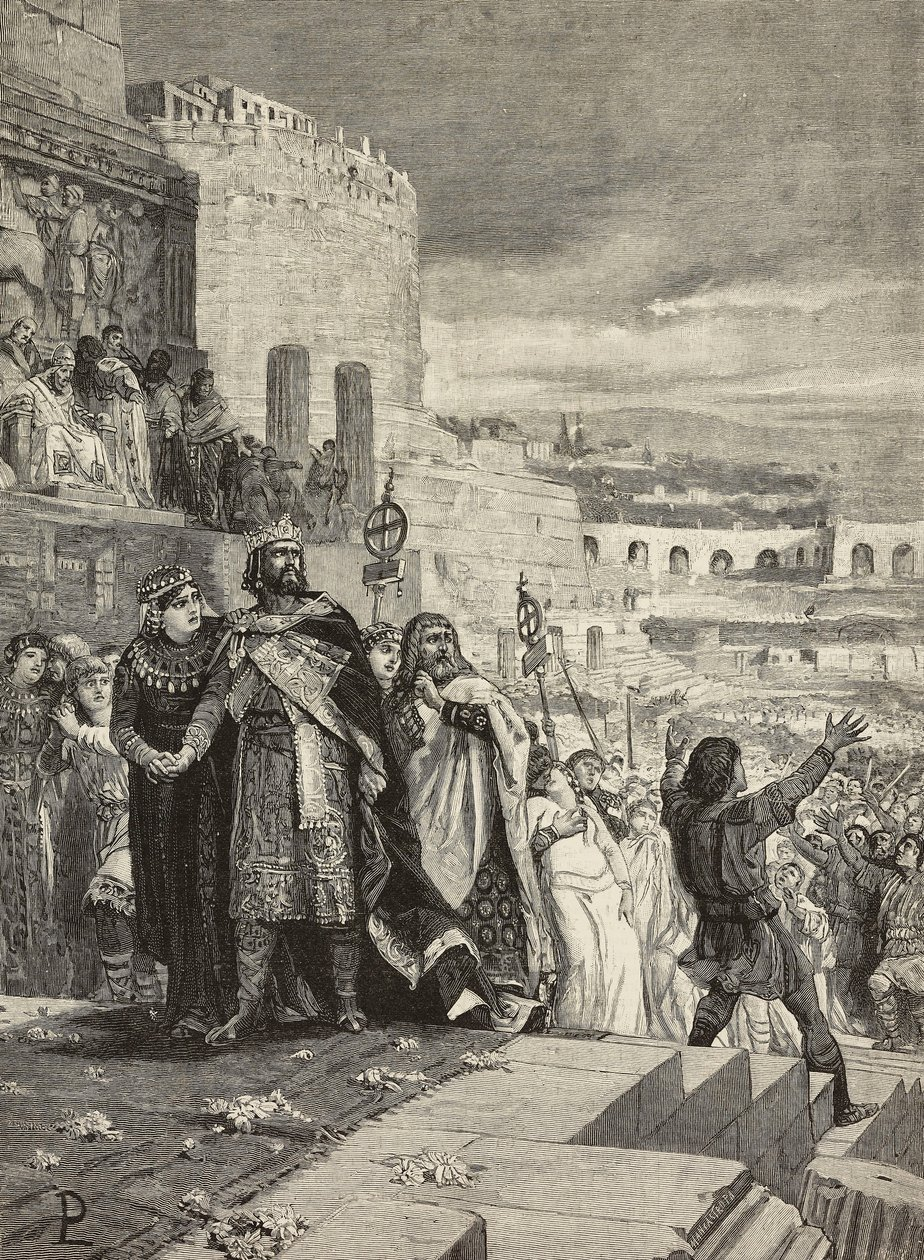
Ugo d'Arles

L'Ordine dell'Aquila d'Italia fu un Ordine cavalleresco italiano .

## Storia
L'Ordine venne istituito il 15 febbraio 941 dal re d'Italia Ugo di Provenza per ricordare il suo matrimonio con la princuipessa Elisabetta di Gonzaga e di Lombardia, unica figlia ed erede del conte sovrano di Milano Manfredo IV. Gualtiero Gonzaga, primo marchese di Mantova, viceré d'Italia, divenuto Gran Maestro dell'Ordine, rinnovò gli statuti nell'anno 968 e diede a lui numerosi privilegi.